# Pavillon Príncipe Felipe
Le pavillon Príncipe Felipe est un hall omnisports situé à Saragosse, en Aragon, où évolue le BM Aragón club de Liga ASOBAL et le Basket Zaragoza 2002 club de Liga ACB,. Il a une capacité de 10 744 places.

## Liste des équipes sportives
- Handball :  BM Aragón
- Basket-ball : Basket Zaragoza 2002[4]